# 克拉克縣 (愛達荷州)
克拉克縣（英語：Clark County）是美国爱达荷州東部的一個縣，北鄰蒙大拿州，面積4,572平方公里。根據2020年美國人口普查統計，共有人口790人，成為全州人口最少的縣）。縣治杜波伊斯（Dobois）。該縣成立於1919年2月1日，縣名紀念爱达荷州参议院議員山姆·K·克拉克（Sam K. Clark）。